# Samara oblast
Samara är ett ryskt län (oblast) som är beläget vid Volga i mellersta Ryssland med en yta på 53 600 km² och cirka 3,2 miljoner invånare. Huvudstaden är Samara. Andra stora och viktiga städer är Toljatti, Syzran, Novokujbysjevsk, Tjapajevsk, Zjiguljovsk och Otradnyj.